# The Pigeon That Took Rome
 The Pigeon That Took Rome és una pel·lícula estatunidenca dirigida per Melville Shavelson, estrenada el 1962.

## Argument
The Pigeon That Took Rome és una comèdia estatunidenca, dirigida per Melville Shavelson. Està basada en la novel·la de Donald Downes The Easter Dinner.
Tracta sobre un capità d'infanteria nord-americà (McDougall, interpretat per Charlton Heston), que treballa com espia a la Roma immediatament posterior a la caiguda de Mussolini i es comunica amb el comandament aliat a través de coloms missatgers.

## Repartiment
- Charlton Heston: Capità Paul MacDougall / Benny / Narrateur
- Elsa Martinelli: Antonella Massimo
- Harry Guardino: Sergent Joseph Contini
- Brian Donlevy: Coronel Sherman Harrington
- Arthur Shields: Monsenyor O'Toole

## Premis i nominacions

### Nominacions
- 1963: Oscar a la millor direcció artística per Hal Pereira, Roland Anderson, Sam Comer, Frank R. McKelvy
- 1963: Globus d'Or al millor actor musical o còmic per Charlton Heston
- 1963: Globus d'Or al millor actor secundari per Harry Guardino
- 1963: Globus d'Or a la millor actriu secundària per Gabriella Pallotta